# 儿童贫困

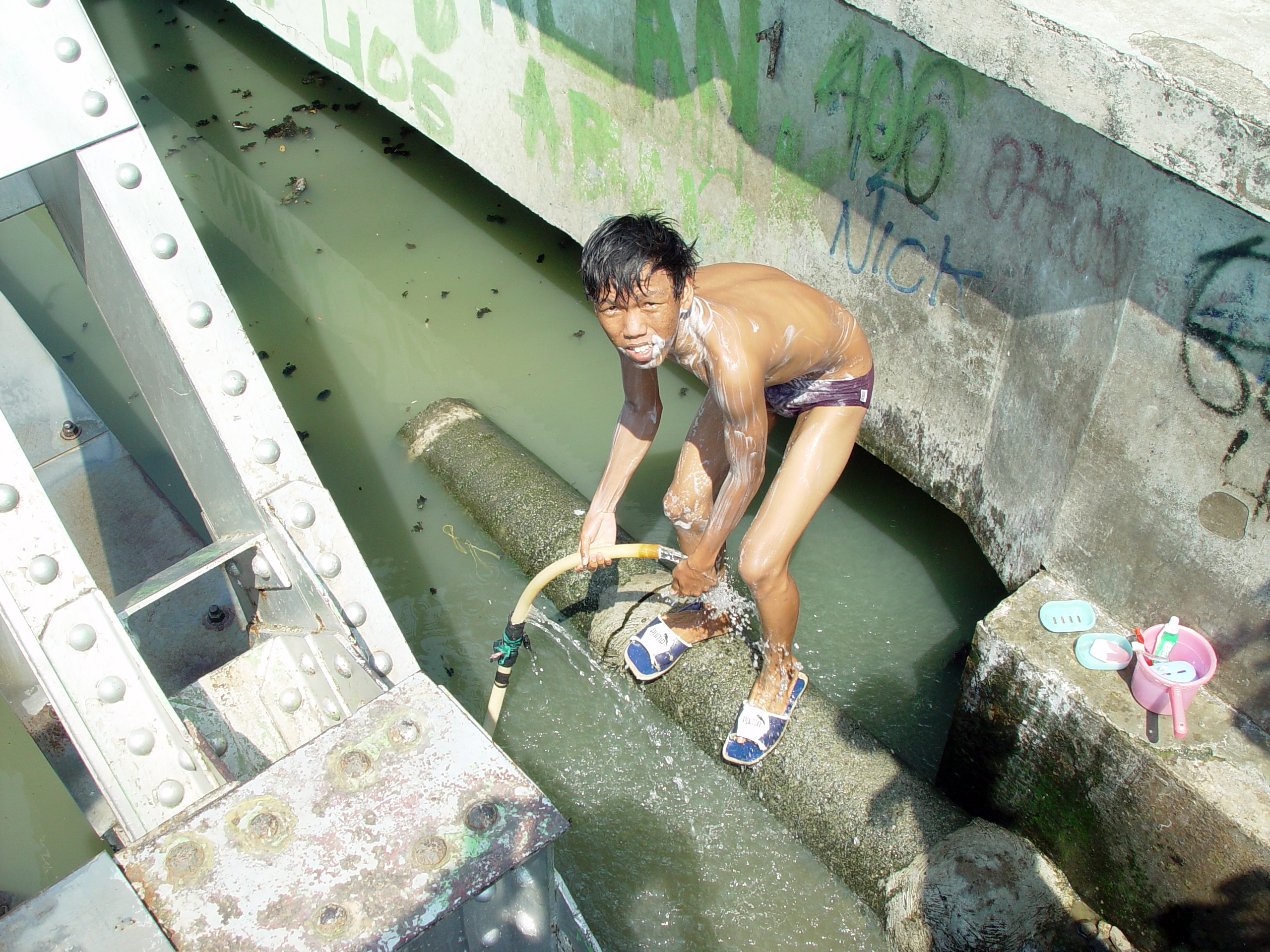
印度尼西亚雅加达，一个男孩在受污染的河流中洗澡。

儿童贫困是指儿童生活在贫困中的现象。该概念适用于那些来自贫困家庭的孩子，或者那些被有限的或不足的国家资源所抚养的孤兒。那些无法满足其所在国家可接受的最低生活标准的孩子们，则可被认为是贫困的。这一标准在发展中国家相对较低，并且随着孤儿人数的增加，影响也更加极端。

## 定义

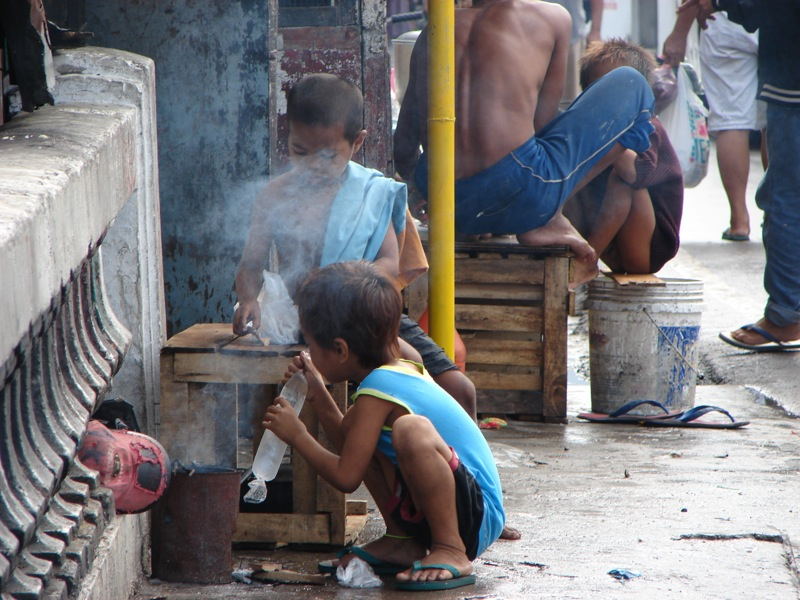
菲律宾流浪街头的儿童

大多数国家对儿童的法律定义是“18岁以下的未成年人”，然而从生理上来说，儿童到成年人的转变是从青春期开始的。从文化的角度来看，对儿童年龄上限的定义则更加复杂，并且还要考虑诸多因素，例如是否开始工作，学业的结束与否，婚否，阶级，性别和种族等。据联合国儿童基金会称，“贫困儿童是指那些遭受物质、精神及情感资源剥削的儿童，而这些又是他们生存、发展与成长所必须的资源，从而导致他们无法享受权利、无法实现他们的全部潜力或作为完全而平等的社会成员参与社会活动”。国际儿童基金会的定义则是建立在匮乏（缺乏物质条件和服务）、排除（否认其权利和安全保障）、脆弱性（如果社会无法解决儿童面临的威胁）上。其他慈善机构还运用多维方式，将其定义为经济、社会、文化、生理、环境和情感等因素的结合。这些定义认为儿童贫困是多维的，与他们当前以及变化着的生活条件及复杂的身体、思维和情感的相互作用有关。

## 儿童贫困的测量

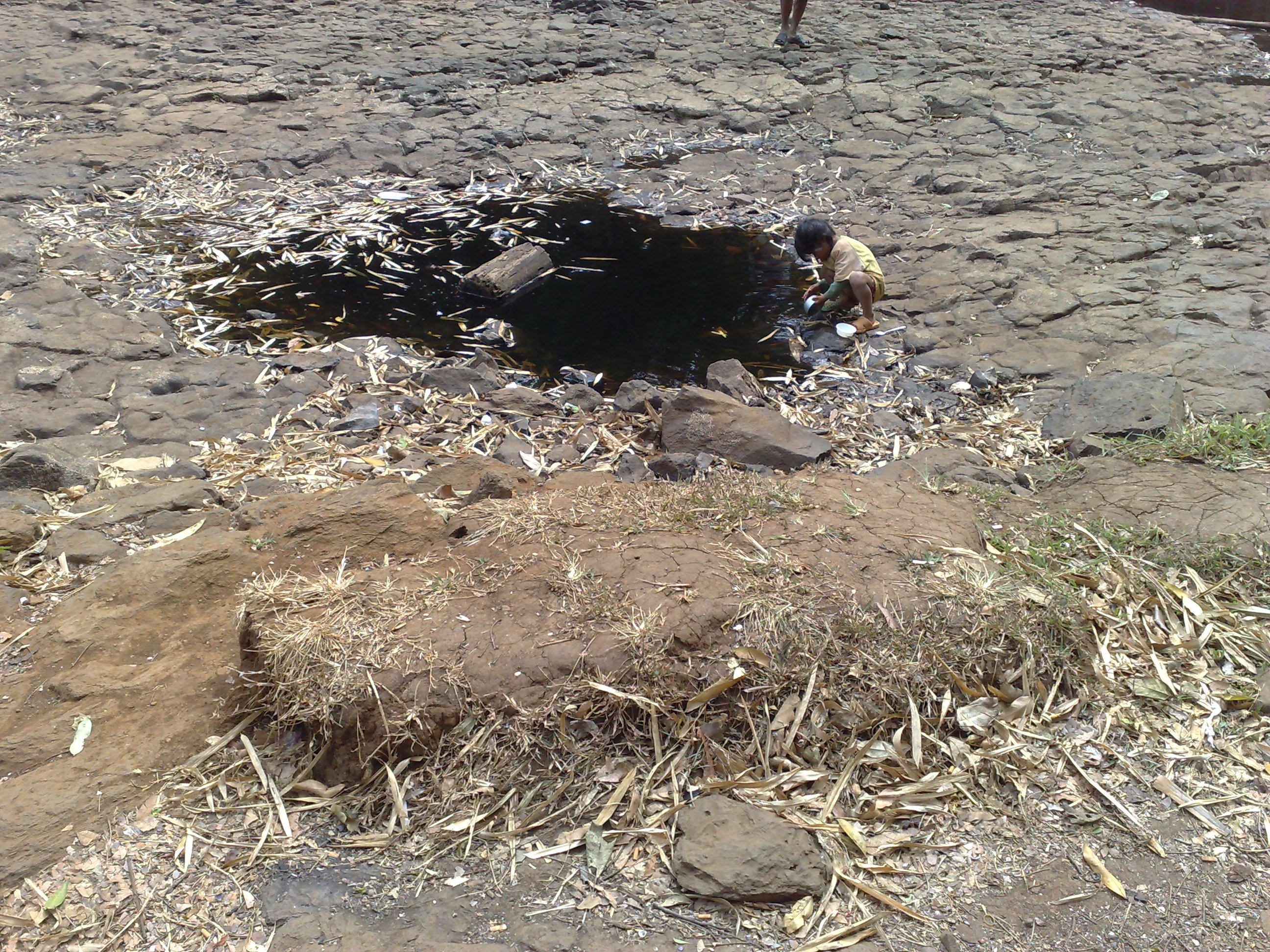
一个柬埔寨小男孩在一池污水中擦洗餐具

计算儿童贫困最简单的方式就是设立一个绝对或相对的货币门槛。如果一个家庭所获收入不在其门槛之上，那么这个家庭中的孩子则被认为是生活在贫困线以下的。绝对贫困门槛是固定的，通常只会随着价格的变化而更新，而相对贫困门槛则参照人口的实际收入变化，并且会反映消费的变化。绝对贫困门槛是支付特定数量的商品和服务所需要的钱。由于该该门槛的设定并没有确切的标准，并随着国家的变化而变化，它通常反映了获取生活必需品所需要的最低收入。某些组织，例如世界银行和国际货币基金组织，将1美元/天作为绝对贫困门槛，来衡量发展中国家的贫困程度。自20世纪60年代起，美国已运用可以随家庭规模和构成而调整的绝对贫困门槛来确定是否为贫困儿童。
欧洲和其他的发达国家则使用相对贫困门槛，通常是该国平均收入的50%。相对贫困并不一定意味着未成年人缺少什么，更多的是对社会不公平现象的一种反映。当使用相对门槛来衡量时，如果低收入家庭比富裕家庭从经济发展中受益更多，儿童贫困将会改善。根据不同的衡量方法——绝对或相对，以及所采用的门槛限制，利用收入门槛测量儿童贫困的结果也会不尽相同。当用相对的测量方法时，美国的贫困程度将大于欧洲地区，但是如果使用绝对的方式测量时，结果反之。争议认为，使用收入作为唯一的门槛忽视了儿童贫困的多维性，包括消费需求、资源的获取以及安全且无歧视地在社会中交往的能力。
由布里斯托尔大学研究人员实施的一份2003年的报告，试图通过适量营养、安全饮用水、正规的卫生设施、健康、住房、教育和信息等相关情况为极度贫困的测量提供科学依据。测量值和每一个指标都有关，这些指标用来计算有多少儿童生活在贫困中。这些值包括：身高和体重低于国际平均数的偏差值超过3、儿童只能接触到河流水和其他地表水、没有厕所、没有免疫接种，没有获取医疗建议的途径、每间居住人数超过5个人的房间居住、不能上学、也接触不到报纸和其他的媒体。在发展中国家的18亿儿童中，有56%的儿童低于至少一项的测量值。在撒哈拉以南非洲和南亚，这个数字则超过了80%，这些地区中，来自农村的孩子们受到的影响最严重。
年轻生命工程正在通过15年来对4个国家（埃塞俄比亚、秘鲁、越南和印度）近12000名儿童的贫困变化特征来进行研究，借此来反映大范围的文化、政治、地理和社会环境。每3到4年，调查者便会收集孩子和他们家人的健康状况、营养状况、识字能力、获取服务的途径以及其他贫困指标等方面的数据。 将2002年获取的初始数据与2006年获得数据进行比较，发布了这四个国家的报告。在这段时间内，秘鲁、越南和印度显示出经济增长和贫困减少，但是城乡之间以及种族之间仍然存在大量的不平等现象这一情况在印度尤甚，它拥有着世界上第二大的亿万富翁数量，但同时也占了世界贫困人口的25%。世界上最贫困的国家之一埃塞俄比亚也显示出了细微的经济增长以及贫困减少。然而不平等现象依然存在，男孩比女孩更加营养不良，在农村地区，尽管相对贫困低于城市，但绝对贫困则远高于城市。 该组数据是在2008年干旱以及最近粮价上涨之前收集的，这两项事件已对埃塞俄比亚养活人口的能力产生了严重的影响。

## 普遍性
全世界大约22亿的儿童中，大约有10亿，或者说每两个孩子中就有一个生活在贫困中。而在发展中国家中的19亿儿童中，6.4亿儿童没有适当的住所，4亿儿童喝不到安全的饮用水，2.7亿儿童无法获得任何医疗服务。在2003年，5岁以下儿童的死亡人数高达1060万，这个数字相当于法国、德国、希腊和意大利的儿童总数。140万的孩子由于缺乏安全的饮用水和适当的卫生设施而失去生命，220万的儿童死于疫苗接种的缺乏。
儿童发展指数（CDI）还描绘了世界各地区相对儿童贫困的对比情况。（见儿童贫困的测量这一部分）
- 世界水平：17.5
- 非洲：34.5
- 中东、北非：11.2
- 中部和东部欧洲及中亚：9.2
- 南部非洲：26.4
- 东亚：8.5
- 拉丁美洲及加勒比海地区：6.8
- 发达国家：2.1

非洲地区的儿童发展指数是世界平均水平的两倍，南亚同样也远远低于全球水平。与此相反，发达国家的儿童发展指数是世界平均水平的九分之一，这就揭示了发达国家和发展中国家的显著差异。
然而在2013年，美国的儿童贫困创新高，有1670万儿童生活在没有粮食安全的家庭中，超过美国儿童总数的20%。4700万的美国人靠食物银行生活，比2007年高出30%。单亲妈妈主导的家庭受到的影响最大。就地区来说，受影响最大的是哥伦比亚特区、俄勒冈州、亚利桑那州、新墨西哥州和佛罗里达州。而北达科他州、新罕布什尔州、弗吉尼亚州、明尼苏达州和马萨诸塞州受到的影响最小。

## 原因
大部分受贫困影响的儿童是由贫困的父母所生。 因此，例如一些诸如成年人贫困、政府政策不当、教育的缺乏、失业、社会服务不足、残疾和歧视等原因严重地影响着儿童贫困的存在。诸如可支配收入等父母经济资源的缺乏限制了孩子的发展机会。像非工业化、全球化、居住隔离、劳动力市场的划分以及来自城市的中产阶级家庭的迁移等经济和人口因素，则限制了经济机会以及一代人间的选择，以致于孤立了内城的贫困儿童。
家庭观念的缺失，或者核心家庭的衰落、私生子女、青少年受孕以及与日俱增的单亲妈妈都是造成妇女与其子女贫困并依赖福利的主要原因。那些由于意外怀孕而出生的孩子们生活在贫困中的可能性更大；养育一个孩子需要大量的资源，所以，每多一个孩子出生都增加了对父母资源的需求。 单亲父母养育的家庭通常要比双亲养育的家庭更加贫困。在美国，10个长期贫困的儿童中就有6个在单亲家庭中成长。2007年，在单亲家庭长大的孩子中，贫困儿童数是双亲家庭中的5倍。
与时剧增的贫困和孩子的成就之间所存在的明显的负向联系，反映出了父母作用的不可估量，父母所具有的优势积极地影响着父母的收入和孩子的成就，如父母抑郁。

## 影响

### 发达国家
发达国家也存在着严重的儿童贫困问题。 如果1670万的美国贫困儿童聚集在同一个地方，他们可以形成一个比纽约还要大的城市。许多已发表的研究都显示出儿童时期的贫困和其成年后的教育状况、健康状况、社会化程度、生育能力、劳动力和收入之间都有着紧密的联系。 充分的证据认为低收入父母所养育的孩子在智力和行为发展方面的问题有着持续增长的风险。在许多报告中发现，童年早期经历的贫苦和学术成就之间有着非常大的负向联系。并且，贫困儿童在行为和感情问题上有更大的风险，如：逆反、冲动、很难与同伴相处。同时，家庭贫困与高风险的青少年分娩、不积极的同伴关系以及较小的自尊心都有着紧密的联系。
就经济上的劣势来说，那些在童年时期长时间经历贫困的人，其成年后的生活水平更有可能处于贫困线以下。贫困的男孩平均每年工作时间较少、所赚的时薪也比较低，因此年工资也少，并且在25岁左右会更加无所事事。父母的收入同样与成年时的经济地位联系紧密。美国国家科学院研究发现“童年贫困和间歇性紧张可能会导致其成年后在调节情绪方面出现问题”。
此外，较差的运动技能与三岁之前的童年贫困和不合格的营养状况相关。与之相反，贫困同样与儿童肥胖有关，随着他们年龄的增长，贫困的孩子遭受慢性健康问题的几率更大，如哮喘和贫血。这些影响可能会反映出一些与贫困相关的问题，包括不合格的饮食、较差的室内环境、糟糕的邻里环境、接触到商品和活动的机会较少以及由于这些因素而造成精神紧张。
其他的研究中指出，童年的贫困和成年之后的不成功所存在的关系相对较小。  在一个系统的分析中显示出，家庭收入只是适度地对青少年怀孕和男性失业的可能性造成影响。

### 发展中国家

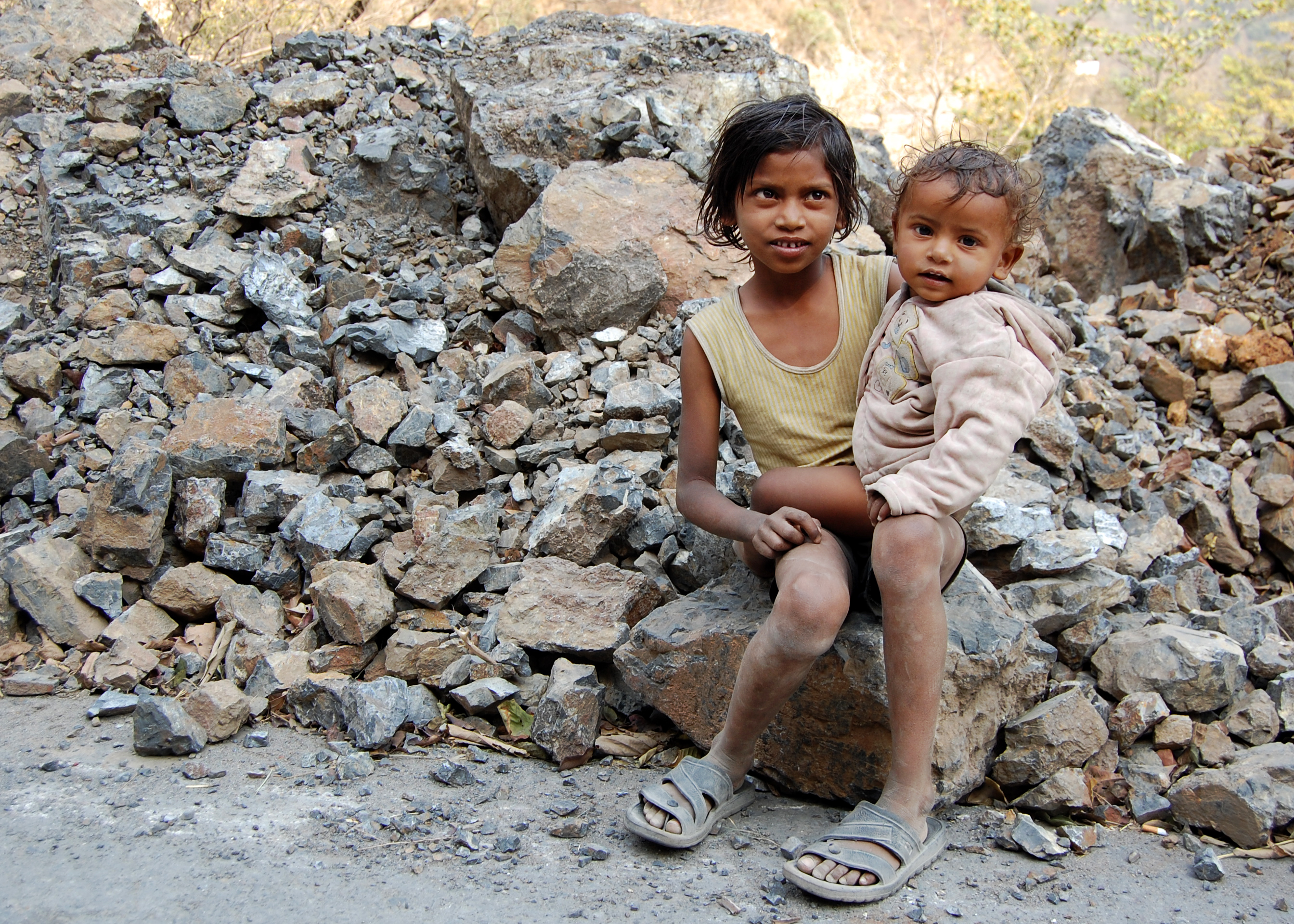
印度瑞什凯诗，马路工人的孩子

运用儿童贫困的相对测量方法可知，成长在发展中国家的贫困儿童比发达国家的贫困儿童遭受的艰辛更大。在这些国家中，贫困的特征就是对最基本人权的严重剥削。 据统计，在发展中国家约有三分之一的儿童（6.74亿）生活在贫困中，其中撒哈拉以南的非洲和南亚的农村地区以70%的比例占据至高位置（超过了70%）。战争、疾病、腐败、资源的缺乏和恶劣的环境都影响着这些国家，加剧了贫困。 这些因素是人口死亡的主要原因，而这反过来又导致了单亲父母和孤儿数量的增加。 除美国和南苏丹外，所有的联合国成员都已经批准了1989年的《儿童权利公约》，该公约致力于减少对一些权利的侵犯，这些权利与减少儿童贫困密切相关。联合国儿童基金会的一项报告中发现，五岁以下儿童的死亡率在减少，儿童营养不良的数量也逐步减少，母乳喂养量在增长，供水系统得以改善，受教育的机会也在改善。该报告还指出，尽管条件在改善，但每天仍有24000的孩子死于绝大多数可以预防的疾病，仍有1.5亿5-14岁的童工和1亿未上小学的适龄儿童，这些现象普遍存在。人口内部亦存在着极大的不平等，其表现在女孩与农村地区的儿童相较男孩和城市地区的儿童更容易遭受健康，教育和生存的问题的困扰。一些国家试图解决发展中国家的儿童贫困问题，包括巴西的博尔萨家庭倡议（约1200万户家庭）和南非的儿童拨款（约700万户家庭）。除此之外，几乎没有特定的社会性儿童保护政策和项目，并且也缺乏实施的机构。

## 贫困循环
贫困循环是指连续几代都处于贫困中。 正因如此，几乎所有的政府都将减少儿童贫困作为一项工作的重点，以打破这种恶性循环。改善穷人受教育质量被认为是打破该循环的最好方式。
 男童和女童在童年时期经历贫困的概率是相等的，但是，随着女性进入青春期、生育期，两性贫困的比率开始显著扩大。  在全球范围内看，女性比男性生活要更加窘迫，而且贫困儿童出现在女性主导的家庭中的比例要更大一些。  因此，试图打破贫困循环，通常要针对母亲研制出方法，以此来阻断影响贫困儿童教育、健康、营养、心理和社会的消极模式。

## 政策影响
海外发展研究所在其捐赠者政策中表示儿童权利的问题需要更加透明化，而为之所做出的尝试应与以性别标记为基准的性别敏感政策竞争。他们相信，在儿童权利团体中主要的影响者们，如联合国儿童基金会、联合国人口活动基金会以及包括拯救儿童组织、国际儿童计划组织、世界宣明会等在内的非政府组织，应在有关儿童问题的宏观政策上发挥主流作用。海外发展研究所进一步地建议，应该建立一个国际组织来应对3F危机（食物、财政和燃料）对儿童的影响，并把此组织作为开展新对话和建立新倡议的平台。
然而，有关应对长期的儿童贫困以及跨代经济下的不平等的讨论很是激烈，作为最常被提议的政策，取决于最受影响地区的效果。 为了克服发达国家可用资源缺乏的现象，应该发展一些政策让让贫困家庭能够使用资源，并通过建立完善的福利工作倡议来提升贫困孩子的技能，维持财政工作的支持力度，例如劳动所得税抵免、可退还的儿童保健税收抵免、住房券等。发达国家的扶贫同样意味着改善当地的学校。  为了帮助那些贫困儿童，学校需要在校园餐、图书馆和医疗保健上投入更多的钱。为了有效地解决经济、人口和文化的变化，应当实施一些经济和社会服务策略，以消除那些产生城市下层阶级的因素，比如提供应对隔离影响的工作和社会服务政策等。最后，为了减少核心家庭观念的流失，应当把政策放到扩大经济机会上，尤其是针对弱势女孩。

## 拓展阅读
- Chapple, Simon; Richardson, Dominic (2009). Doing better for children. Paris: OECD. ISBN 9789264059337.